# Час смертохристів: Міражі 2077 року
«Час смертохристів: Міражі 2077 року» — гостросюжетний політичний трилер, фантастичний роман-антиутопія про недалеке майбутнє українського письменника Юрія Щербака; виданий у 2011 р. видавництвом «Ярославів Вал».  Автор, екс-посол України в США, Канаді, Мексиці та Ізраїлі, дає своє бачення того, що може статися з Україною в майбутньому, якщо не змінити напрям її суспільно-політичного розвитку.
Сюжет роману розгортається напередодні Четвертої світової війни. На тлі дедалі гострішої продовольчої кризи Україні загрожує розпад та поглинення наддержавними союзами. Щоб розхитати країну зсередини, Чорна Орда, яка вже поглинула більшість Росії, просуває вчення секти смертохристів. Український агент Ігор Гайдук опиняється під підозрою в зраді та береться довести свою невинність і запобігти новому переділу світу.

## Сюжет

### Світ роману
«Час смертохристів» описує світ 2077 року, що настав невдовзі після Третьої світової війни. Низка великих міст, такі як Детройт, Сеул, Єрусалим, було знищено ядерними вибухами. Національні держави або зазнали краху та перебувають в занепаді, або увійшли до союзів. Запроваджено світову валюту глобо, а реальна влада належить корпораціям. З Монголії почалося утворення Чорної Орди — союзу мусульманських та ісламізованих держав, що поступово захопив центральну Азію, Сибір і країни близького Сходу. Це обумовило припинення останніми експорту нафти. Помітно змінився клімат, підвищився рівень світового океану. Загострюється продовольча криза, назріває новий перерозподіл світу.
Росія розпалася на окремі держави, що в більшості увійшли до складу Чорної Орди, китайської Піднебесної імперії та Японії. В 2076 її частина, знана як Імперія двоголового орла зі столицею в Москві пала в ході величезного мусульманського повстання та стала складовою Орди.
Україна лишилася поза союзами, проте для багатьох наддержавних утворень є цінним партнером. Країна постачає зерно та зброю за кордон, володіє покладами цінних копалин, але через повсюдну криміналізацію та корупцію існує глибока соціальна нерівність, багато товарів продається за талонами. Існує смертна кара та легалізовано проституцію. В 2048—2052 тривала румунсько-українська війна, а в 2068—2070 — московсько-українська, обидві виграні Україною. Втім, у ослабленій державі формуються окремі республіки, готові увійти до різних союзів. Україною керує ареопаг, який обирає президента (гетьмана). Ареопаг складається з олігархів, де кожен володіє визначеною територією — Регіоном.
Сусідні країни готуються до набігів на Україну для захоплення продовольства, нестача якого відчувається все гостріше. Чорна Орда прагне асимілювати слов'ян для протистояння іншим союзам і врешті досягнення світового панування. Орда має численних агентів серед можновладців України, а для роз'єднання держави використовує вчення секти смертохристів про те, що Христос помер, а не воскрес. Тому люди втратили зв'язок із Богом і вільні від традиційної християнської моралі.

### Дія
Начальник науково-технологічного управління Військової розвідки України Ігор Гайдук отримує від Гетьмана України Кузьми-Данила Махуна наказ прибути до Києва. Він виявляє дрона, що потай слідкував за ним. Гайдук спершу вирушає до Білого дому, позаяк він агент Конфедерації держав Північної Америки, що передає їй дані про українські розробки. В Україні знають про це й готують арешт зрадника. Сенатор Ширлі Ван Лі передає Гайдуку подарунок для дружини гетьмана. Помічниця сенатора, Марта Джефферсон попереджає про небезпеку для Гайдука та просить доставити її доньку Божену в Київ до брата, Аскольда.
Невдовзі на Божену скоюють невдалий замах невідомі. Гайдука оголошують підозрюваним у вбивстві бізнесмена Віктора Безпалого, але доти він уже опиняється в Канаді. Сара Ву Лейн, віце-президент Конфедерації, розшукує втікачів. Гайдук відкриває подарунок і знаходить шкатулку, де крім іншого лежить комунікатор, сигнал якого неможливо відслідкувати. Цей пристрій він забирає собі. На госпітальному літаку він з Боженою вирушає до Європи, але в літак проникає дрон.
У Конфедерації Ігоря таємно оголошують резидентом Чорної Орди і беруться за переслідування. Головнокомандувач військово-повітряних сил під приводом наявності в Гайдука секретних документів, віддає наказ збити літак. Ігор знаходить статтю про секту смертохристів, які стверджують, що знайшли мощі Ісуса Христа в Києво-Печерському монастирі. Смертохристи відкидають християнську мораль, проголошуючи епоху новолюдей, вільних від Бога. Вони прагнуть зробити столицею новолюдей Київ. Літак обстрілює океанічна платформа Орди, а дрон починає заздалегідь вбивати важливих свідків на борту. Президент Конфедерації оголошує відкриту протидію Піднебесній імперії та Чорній Орді, що приховано відрізають сполучення Америки з джерелами нафти в Азії та Африці. Над Польщею літак з Гайдуком збиває замаскований зенітний комплекс, але той разом з Боженою виживають.
Ігор знаходить у Польщі родича, в якого з Боженою переховується. Вони добувають зброю, фальшиві документи, та вирушають в Україну. Вони розділяються, прямуючи до Києва. Гетьман заморожує справу проти Гайдука через загострення міжнародних відносин, щоб він виконав важливе завдання. Ігор знаходить свою матір, через яку влаштовує на конспіративній квартирі зустріч із гетьманом. Той призначає Гайдука своїм помічником з національної безпеки.
На новій посаді Ігор довідується про активність смертохристів в Україні. Під їх владою знаходиться Києво-Печерська лавра і багато вищих чинів держави. Ігор береться за пошуки ідеолога смертохристів Басманова, причетного до розпаду Росії. Басманов за заслуги в україно-ромунській війні володіє обширними землями та кріпаками, крім великого впливу на криміналітет. Він розкриває план цього фанатика встановити порядок, де головним правом людини є «право карати ворогів». Басманов приймає Гайдука в своєму палаці на Чернігівщині. Він цінує професіоналізм Ігоря та пропонує співпрацю — переконати гетьмана Махуна в необхідності входу до союзу Єдиного Державного Російського Народу, де українцям відведена «історична» роль «малоросів».
В Україну прибуває посол Орди Мохамад-бек з повідомленням від лідера Орди, Кара-хана. Той обіцяє, що гетьман в разі згоди приєднати Україну до Орди збереже владу над українськими землями. Ігор радить не піддаватися, бо тоді Україну буде насильно ісламізовано, а самого гетьмана усунено. Країна стане лише місцем виробництва товарів: зерна, зброї та рабинь. Ігор пропонує гетьману Махуну негайно усунути олігархію від влади та перейменувати Україну на Русь-Україну, чим утвердити її першість проти Росії. Він збирає можновладців для протидії загарбникам. Гайдук знаходить Божену, котра поселилася у свого брата Аскольда, що веде традиційне народне господарство.
Президента Конфедерації вбивають, його наступницею стає Ширлі. В Мексиці стається повстання, що ослаблює Конфедерацію. В Україні також назріває повстання проти олігархії, за яким стоїть Ліга Устима Кармелюка. Гайдук отримує звання генерал-поручника і довідується про зв'язок Божени з астронавтом Діком Стоуном, який першим висадився на Марс. Божена розповідає про знахідку Діком зброї марсіан, яка знищила всю воду на планеті. Саме через ці відомості на Божену полювали в Конфедерації. Гайдук вирушає на саміт до Греції, де переконує Америку і Європу в тому, що Україна є перепоною для загарбання Заходу Чорною Ордою. Він домовляється про передачу Конфедерацією зброї та підтримку європейських країн у обмін на харчові продукти. Прихильні російські підводники з колишньої імперії також надають допомогу своєю застарілою, але потужною ядерною зброєю. Та по поверненню на батьківщину Ігоря арештовують.
Гайдук опиняється у в'язниці, звинувачений ареопагом у змові проти гетьмана. Ареопаг виступає проти почину Гайдука, але Махун таємно продовжує співпрацю із зарубіжжям. Ігор потрапляє до камери смертників, але за наказом гетьмана його визволяють. Ареопаг примушує гетьмана зректися влади на користь прихильного до Орди смертохриста Вітольда Клинкевича. Гетьман невдало застрелюється, ареопаг добиває його.
Лікар організовує втечу Ігоря з лікарні, надягнувши на нього реалістичну маску. Той зустрічається з повстанцями Ліги Устима Кармелюка, які замислили виготовити й підірвати ядерну бомбу в Києві під час проголошення України частиною Чорної Орди. Він вважає, що це не вихід, і треба підняти на боротьбу весь народ. На виборах зі сфальсифікованими результатами перемагає Клинкевич. На інавгурацію прибуває лідер смертохристів Отець Калерій з його опричниками. Новий гетьман скасовує ареопаг і проголошує директорат, главою якого є він сам. Клинкевич запрошує на лівобережну Україну війська Чорної Орди, начебто для підтримання порядку, а всі згадки слова «Україна» називає принизливими для нової Києво-Дніпровської держави. Починається підготовка списків ворогів Орди і концтаборів для них. Гайдук і противники окупації запускають у прямий ефір відео вбивства колишнього гетьмана і звернення із закликом до повстання проти режиму Клинкевича.
В Україні починаються погроми й бунти. Мохамед-бек усвідомлює, що операція «Тамерлан» з окупації Україна та подальшого просування на Захід зіткнулася з проблемою. Але загалом план виконується, зокрема скоро має початися знищення більше непотрібних смертохристів. Гайдук стає представником Фронту Визволення України, підтримуваного армією. Проте війська протиповітряної оборони зраджують його та пропускають десантні літаки Орди, які збивають вже біля Києва. Сухопутна ворожа армія просувається вглиб країни, не зустрічаючи значного опору. Нові літаки прориваються до Києва і десант захоплює урядові споруди. Мохамад-бек на підконтрольній частині Києво-Дніпровської держави встановлює комендантський час і запроваджує перевірку населення на національність і віросповідання.
Гайдук рятує Божену, коли ординці вчиняють напад на посольство Конфедерації. У відповідь Конфедерація оголошує війну Чорній Орді. Несподівані дощі ускладнюють просування ворогів і вивезення за кордон продовольства. Кара-хан за невдачу з викраденням Божени позбавляє Мохамад-бека права бути його наступником. Гайдук обговорює з науковцем Альфредом Вебером що робити для відновлення України. Той пропонує Ігорю очолити майбутню Українську державу, в якій пануватиме не олігархія, а пряма демократія. Фронт Визволення України скликає трибунал для суду над зрадниками, що забезпечили прихід Чорної Орди. Гайдук засновує у Вінниці столицю, де проголошує вільну правобережну Україну, котра визволить окуповані території.
Фінал описує 2177 рік. Після Четвертої світової війни, що почалася сто років тому, світ відновився. Конфедерація атакувала столицю Чорної Орди ракетами, Кара-хан загинув, за чим відбулися термоядерні вибухи в атмосфері. Втім, це ставиться під сумнів китайцями, які твердять, що насправді вибухнув астероїд. Внаслідок ЕМІ вийшли з ладу всі масові комунікації, на кілька років припинилися сполучення між материками. Безліч інформації, записаної на електронних носіях, було втрачено. У війнах, від хвороб і нестачі продовольства загинуло 2 мільярди людей. Проте у відокремлених вцілілих спільнотах проявилися спільні вірування, подібні на християнські, що заклали основу для відродження цивілізації. В 2177 в Києві відбувається з'їзд членів ООН, на якому обговорюються деталі війни та її наслідки. На березі Дніпра встановлено величезну скульптуру Ісуса Христа, що символізує воскресіння світу і України.
Гайдук за якийсь час після вибухів пише сповідь перед Богом, де описує, що не знає де Божена, його мати та знайомі. Ігор визнає, що міг зробити для рідних і України більше, але не зробив цього під різними приводами. Він вважає себе негідним бути правителем, але народ бачить його лідером. Подорожуючи Україною, Ігор знаходить Аскольда і його родину і бачить у них майбутнє світу.

## Продовження
Роман Юрія Щербака «Час Великої Гри. Фантоми 2079 року» є другою книгою — продовженням «Час смертохристів. Міражі 2077 року». Роман «Час Великої Гри» продовжує стильову лінію «Часу смертохристів» — поєднання магічного реалізму з гротеском, включно з «міфологічними» сценами за участю Христа і Сатани. Сюжетно він описує постапокаліпсис, що настав після війни. Гайдук після часткової втрати пам'яті намагається дізнатися що сталося з ним за останні два роки, завадити розграбуванню України сусідами і реалізувати таємний план з відродження цивілізації.

## Критика
Роман отримав широке схвалення пересічних читачів, натомість відгуки дослідників і літературних критиків були суперечливими.
Письменник Михайло Слабошпицький відгукнувся про роман: «Це твір, якого бракувало українській літературі — роман-антиутопія. Він змальовує дуже тривожне майбутнє, що цілком імовірне з огляду на наше сьогодення. І ця перспектива, до якої ми йдемо крок за кроком неухильно, — страшна…один з пластів роману базується на ідеї секти смертохристів, які кажуть, що Христос помер і не воскрес, а якщо Бога немає, то християнська мораль нічого не варта — ніхто у жодній літературі світу не показував такої ситуації».
У статті М. В. Кірячка «Перестороги апокаліпсису в романі Юрія Щербака „Час смертохристів“» високо оцінювалися символізм, філософські ідеї та гротеск: «Роман „Час смертохристів“, неможливо, на наш погляд, обмежити рамками як масової літератури, так і постмодерністської інтелектуальної прози, адже йому притаманні й пригодницько-фантастичний сюжет, і динамічна яскрава оповідь, і глибока проблематика, і актуальність ідейного змісту, а також іронія, мовна гра, гротеск та ін. Усі ці складові й творять літературне тло, цікаве широкому колу читачів…Апокаліптичні мотиви в „Часі смертохристів“ пов'язані не лише з глобальними політичними змінами у світі, але й з перетвореннями на рівні духовності та моралі, спричиненими антигуманною лінією поведінки влади в Україні. Так, Ю. Щербак створює детальний морально-етичний портрет українця майбутнього. 2077 року суспільством, знехтуваним державними лідерами, керують примітивні бажання, що задовольняються будь-якою ціною».
На сайті «ЛітАкцент» навпаки «Час смертохристів» визначався як роман низькопробний: «…цей роман — добре розважальне чтиво. Якщо сприймати його за суцільний фейк, начинений сарказмом і написаний зумисно дилетантським стилем, то треба визнати — це шедевр. Якщо ж читати, довірившись словам автора про тривогу й попередження, а також компліментам відомих в українському літпроцесі особистостей («роман, якого нам бракувало», «твір „на рівні партитур“ Орвелла, Гакслі», «страшна картина світу після великої Темряви» і подібні відгуки), то отримаємо цілковите мистецьке фіаско: спроби футуристичних передбачень, сюжетні колізії, авторська мова, постаті персонажів та діалоги між ними, окремі сцени роману настільки сміховинні, що їх дуже важко прийняти за «чисту монету…Ігор Гайдук — дуже показовий персонаж у цій книжці, бо попри те, що він головний герой, це не заважає йому бути таким же картонним і мертвим, як і решта персонажів „Часу смертохристів“. Мотивація його вчинків не зрозуміла, часто просто відсутня, міркування — примітивні та непереконливі».

## Повідомлення про Шевченківську премію
Напередодні вручення Шевченківської премії за 2015 рік, 10 лютого 2015 року газета «День» повідомила, що переможцем у номінації «Література» став Юрій Щербак зі своїм трикнижжям «Час смертохристів» (2011), «Час великої гри» (2012) і «Час тирана» (2014), проте вже згодом стало відомо, що переможцем став Юрій Буряк зі збіркою поезій «Не мертве море», а посилання на статтю про Юрія Щербака як переможця було вилучено, а у Шевченківському комітеті було підтверджено, що переможцем став Юрій Буряк. Церемонія нагородження відбулася 9 березня 2015 року і згідно з указом Президента України переможцем у номінації «Література» став Юрій Буряк.

## Премії
- Премія «ЛітАкценту»[9]
- Премія Валерія Шевчука[10]